# お
お або オ (/о/; МФА: [о] • [o̜ ̞]; укр. о) — склад в японській мові, один зі знаків японської силабічної абетки кана. Становить 1 мору. Розміщується у комірці 5-го рядка 1-го стовпчика таблиці ґодзюон.

## Короткі відомості

### Опис
Фонема сучасної японської мови: один з 5 голосних звуків. Позначається /о/. Вимовляється з середньо розкритим ротом та середньою огубленістю.
Займає проміжну позицію між огубленим голосним заднього ряду високо-середнього піднесення [o] та огубленим голосним заднього ряду низько-середнього піднесення [ɔ].
У Міжнародному фонетичному алфавіті позначається символами [o̜ ̞] • [ɔ̜ ̝]. Часто для зручності записується просто як [о].

### Порядок
Місце у системах порядку запису кани:
- Порядок ґодзюону: 5.
- Порядок іроха: 27. Між の і く.

### Абетки
- Хіраґана: お

Походить від скорописного написання ієрогліфа 於 (о, в).
- Катакана: オ

Походить від скорописного написання лівої складової ієрогліфа 於 (о, в).
- Манйоґана:御 • 男 • 夫 • 雄 • 悪 • 尾 • 緒 • 小 • 汚 • 麻 • 苧 • 嗚

### Транслітерації
- Кирилиця:
Система Поліванова: О (о).
Альтернативні системи: О (о).
- Латинка
Система Хепберна: О (о).
Японська система: О (о).
JIS X 4063: о
Айнська система: О (о).

### Інші системи передачі
- Шрифт Брайля:
| －● ●－ －－ |
- Радіоабетка: Осака но О (大阪のオ; «о» Осаки)
- Абетка Морзе: ・－・・・